# 周立云
周立云（1963年2月—），湖南沅江人，汉族，中国共产党党员。中华人民共和国政治人物，曾任北京市大兴区区委书记，第十三届全国人民代表大会代表。

## 生平
历任北京市政府研究室对外处副处长，城建处副处长、处长，北京市政府研究室党组成员、副主任，党组书记、主任，北京市政府副秘书长。
2014年10月，任中共北京市委副秘书长，市委研究室主任。
2017年6月，任北京市大兴区区委书记。2018年2月，当选为第十三届全国人民代表大会代表。
2022年1月，任北京市政协教文卫体委员会主任。
2022年11月，接受审查调查。